# Konstytucja Słowacji
Konstytucja Słowacji (pol. Konstytucja Republiki Słowackiej, słow. Ústava Slovenskej republiky) – ustawa zasadnicza Republiki Słowackiej, przyjęta na jednej z sesji Rady Narodowej, która odbyła się 1 września 1992 roku (kilkakrotnie nowelizowana). Dzień ten został ustawiony jako Dzień Konstytucji na Słowacji.

## Podział Konstytucji
Słowacka konstytucja jest podzielona na 9 części, w których łącznie znajduje się 156 artykułów. Oto jak wygląda  podział słowackiej konstytucji:
- Część 1 w jej skład wchodzą artykuły o:
  - Wstęp ogólny (Artykuły 1–7)
  - Słowackie Symbole Narodowe (Artykuły 8–9)
  - Stolica Republiki Słowackiej (Artykuł 10)

- Część 2 jest poświęcona prawom człowieka, w jej skład wchodzą artykuły o:
  - Wstęp ogólny (Artykuły 11–13)
  - Fundamentalne prawo do wolności (Artykuły 14–25)
  - Prawo polityczne (Artykuły 26–32)
  - Prawa mniejszości narodowych (Artykuły 33–34)
  - Prawa gospodarcze, kulturowe oraz socjalne (Artykuły 35–43)
  - Prawa ochrony środowiska i dziedzictwa narodowe (Artykuły 44–45)
  - Władza sądownicza oraz organizacje ochrony prawa (Artykuły 46–50)

- Część 3 w jej skład wchodzą artykuły o:
  - Gospodarka w Republice Słowackiej (Artykuły 51–59)
  - Najwyższa ochrona ksiąg Republiki Słowackiej (Artykuły 60–63)

- Część 4 w skład niej wchodzą artykuły o samorządach, które znajdują się w arykułach 64–71

- Część 5 jest poświęcona władzy ustawodawczej, w jej skład wchodzą artykuły o:
  - Radzie Narodowej (Artykuły 72–92)
  - Referendum (Artykuły 93–100)

- Część 6 jest poświęcona władzy wykonawczej, w skład niej wchodzą artykuły o:
  - Prezydencie Słowacji (Artykuły 101–107)
  - Rządzie Słowacji (Artykuły 108–123)

- Część 7 jest poświęcona władzy sądowniczej w skład niej wchodzą artykuły o:
  - Słowackim sądzie konstytucyjnym (Artykuły 124–140)
  - Systemie sądowniczym na Słowacji (Artykuły 141–148)

- Część 8
  - Ochrona publiczna na Słowacji (Artykuły 149–151)
  - Ombudsman (Artykuł 151a)

- Część 9
  - Zakończenie (Artykuły 152–156)